# The World to Come
The World to Come is een Amerikaanse dramafilm uit 2020, geregisseerd door Mona Fastvold. De film is gebaseerd op het gelijknamige boek, bundel korte verhalen uit 2017 van Jim Shepard.

## Verhaal
Halverwege de 19e eeuw in Schoharie County, New York, worstelen twee buurechtparen met ontberingen en isolatie, terwijl ze getuige zijn van een prachtig en zwaar landschap dat hen fysiek en psychologisch onder druk zet. In deze context ontmoeten Abigail en Tallie elkaar. De twee vrouwen worden al snel vriendinnen, voordat ze hartstochtelijk verliefd op elkaar worden.

## Rolverdeling
| Acteur              | Personage |
| ------------------- | --------- |
| Katherine Waterston | Abigail   |
| Vanessa Kirby       | Tallie    |
| Christopher Abbott  | Finney    |
| Casey Affleck       | Dyer      |

## Productie
In februari 2019 werd aangekondigd dat Casey Affleck de film zou produceren en er de hoofdrol in zou spelen, met Mona Fastvold als regisseur. Katherine Waterston, Vanessa Kirby en Jesse Plemons werden ook gecast voor de film, hoewel Plemons afhaakte en later werd vervangen door Christopher Abbott.
De belangrijkste opnames begonnen in september 2019 in Roemenië.

## Release
De film ging in première op 6 september 2020 op het Filmfestival van Venetië, waar hij de filmprijs Queer Lion won voor beste LGBTQ-film op het festival.

## Ontvangst
Op Rotten Tomatoes heeft The World to Come een waarde van 74% en een gemiddelde score van 7,30/10, gebaseerd op 149 recensies. Op Metacritic heeft de film een gemiddelde score van 73/100, gebaseerd op 30 recensies.